# Rancora matricariae
Rancora matricariae là một loài bướm đêm trong họ Noctuidae.